# Långlöts kyrka
Långlöts kyrka är en kyrkobyggnad i Växjö stift. Den är församlingskyrka i Gärdslösa, Långlöt och Runstens församling.

## Kyrkobyggnaden
Fragment av en sten med runstensornamentik återfanns utanför nuvarande kyrkan 1970. Fragmentet tillhör 1000-talet och kan troligen sättas i samband med den äldsta kyrkan på platsen. Av denna som sannolikt varit en träbyggnad har ett stycke av en takstol påträffats och daterats till omkring 1080. 
Den ursprungliga klövsadelskyrkan tillkom i etapper från 1100-talet och fram till mitten av 1200-talet. Under 1100-talet uppfördes en romansk absidkyrka som försågs med ett västtorn som byggdes i tre etapper. Den stora förändringen av kyrkan ägde rum under 1200-talets första och mittersta del. Byggmästaren Håkan Tanna som verkade på Öland och Gotland byggde om den till en kyrka av klövsadeltyp. Långhusets och korets murar förhöjdes, valv slogs i kyrkorummet och en övervåning tillkom. Kordelen byggdes om på höjden till ett östtorn. Senare tillkom en sakristia vid korets södra sida.
En genomgripande ombyggnad genomfördes 1795-96 av Henrik Wermelin då kyrkan fick sitt nuvarande utseende. Västtornen med sina romanska ljudöppningar och sitt medeltida krön bevarades liksom södra långsidan, sydöstra hörnet och en del av östgaveln. Övriga delar av kyrkan med valv och östtorn raserades. Till det kvarvarande västtornet fogades ett långhus med rakslutande kor av salkyrkotyp med höga fönster och trätunnvalv enligt tidens moderiktning. 1855 revs den södra sakristian och den nuvarande utbyggnaden på kyrkans norra sida tillkom.
1938 skedde en omfattande reparation under ledning av Paul Boberg och Sven Wahlgren.
1968-1970 ägde ännu en restaurering rum under Sven Walgrens och Gösta Gerdsiös ledning.

## Inventarier
- Dopfunt av gotländsk sandsten från 1100-talet.[2]
- Dopfunt av röd polerad kalksten tillverkad 1668.
- En nordtysk madonnabild från början av 1300-talet.
- Predikstol snidad 1763 av Anders Dahlström d.y. och förändrades 1854.
- Altartavla med motiv: Kristus bär korset, målad av Sven Gustaf Lindblom 1854 efter en målning av Rafael. Tavlan omramas av en altaruppställning med dubbla pelare krönt med en strålsol.
- Överstycke till en äldre altaruppsats på södra väggen skulpterad av Anders Dahlström d.ä. cirka 1750, med motiv av en ängel som torkar bort människornas synder.
- Krucifix över dopaltaret.
- Två skulpturer i trä på norra väggen. Troligen Johannes döparen med korsstav och Moses med lagtavlorna.
- Votivskepp i form av ett tremastat segelfartyg.
- Timglas i rokoko från 1736.
- Ljuskronor. Kristallkronan i koret inköpt 1878. Två mässingskronor införskaffade 1740 och 1774.
- Sluten bänkinredning ursprungligen från 1790-talet. Moderniserad 1938 och 1970.
- Två kyrkklockor, ursprungligen från 1765. Storklockan omgjuten 1941 av M & E Ohlsson, Ystad. Lillklockan omgjuten 1873 av J. P. Forsberg och 1941 av M & E Ohlsson.
- Två primklokor av äldre ursprung.

## Bildgalleri

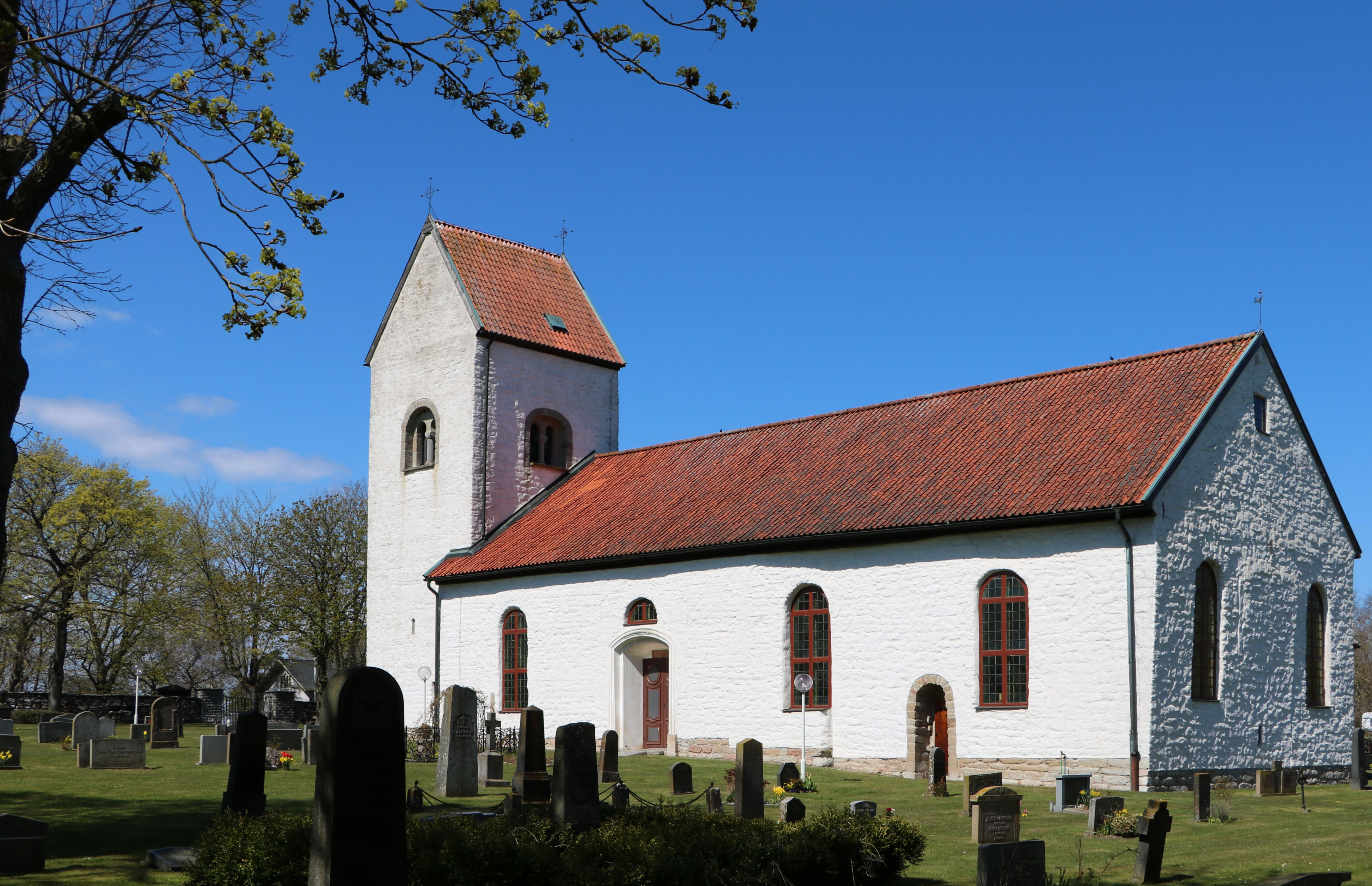
Kyrkans exteriör från sydöst
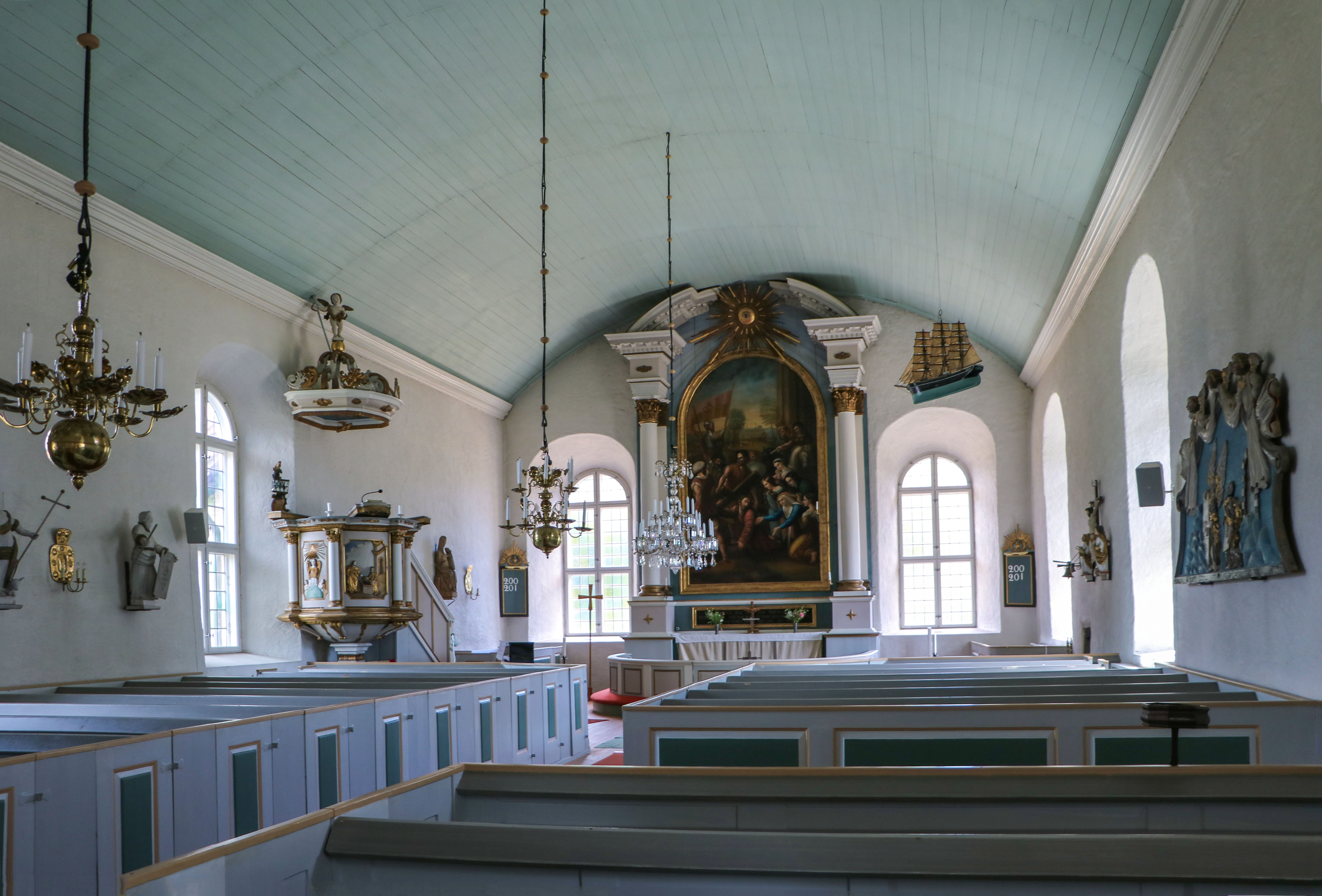
Interiör mot öster
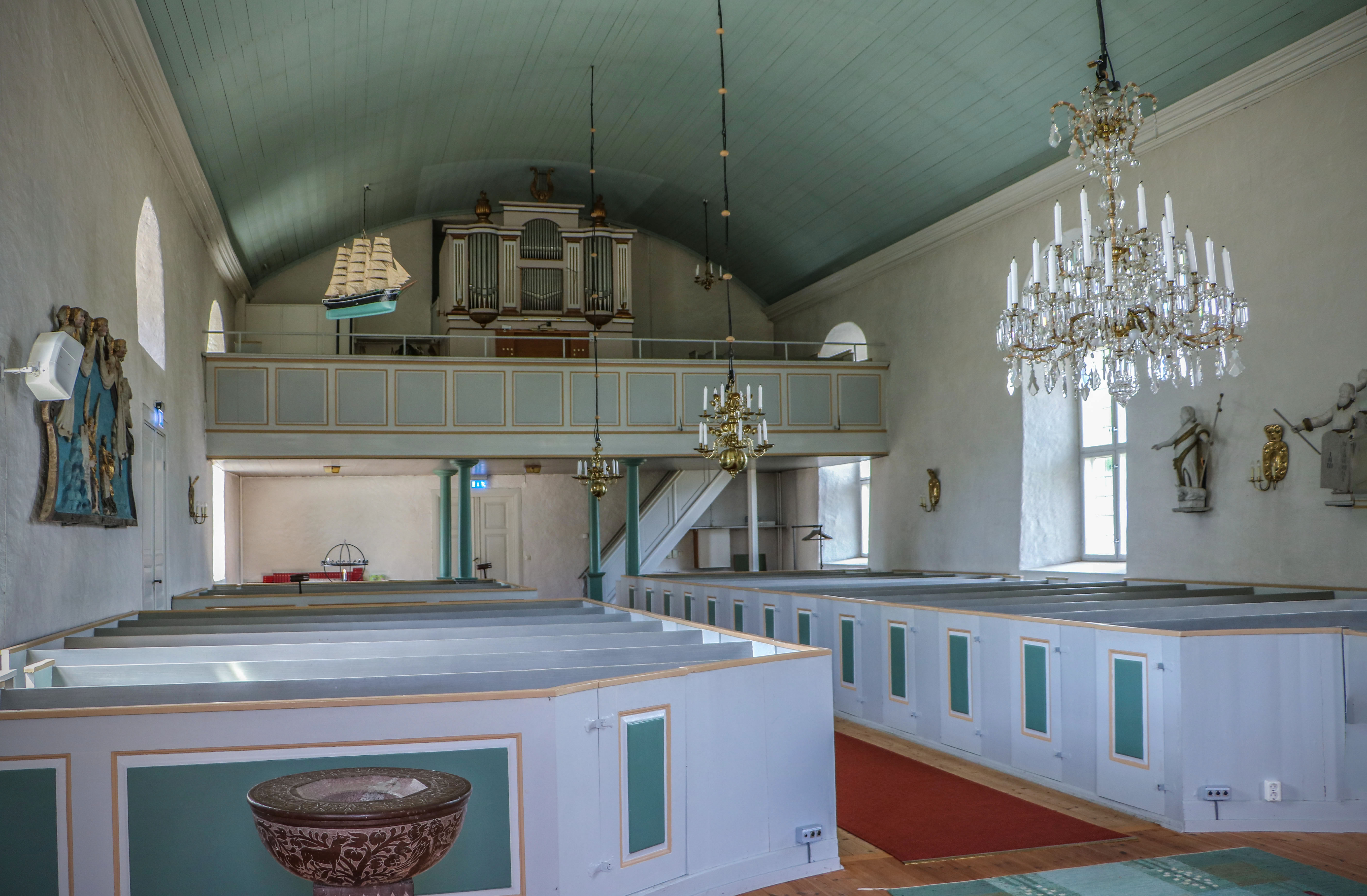
Interiör mot väster
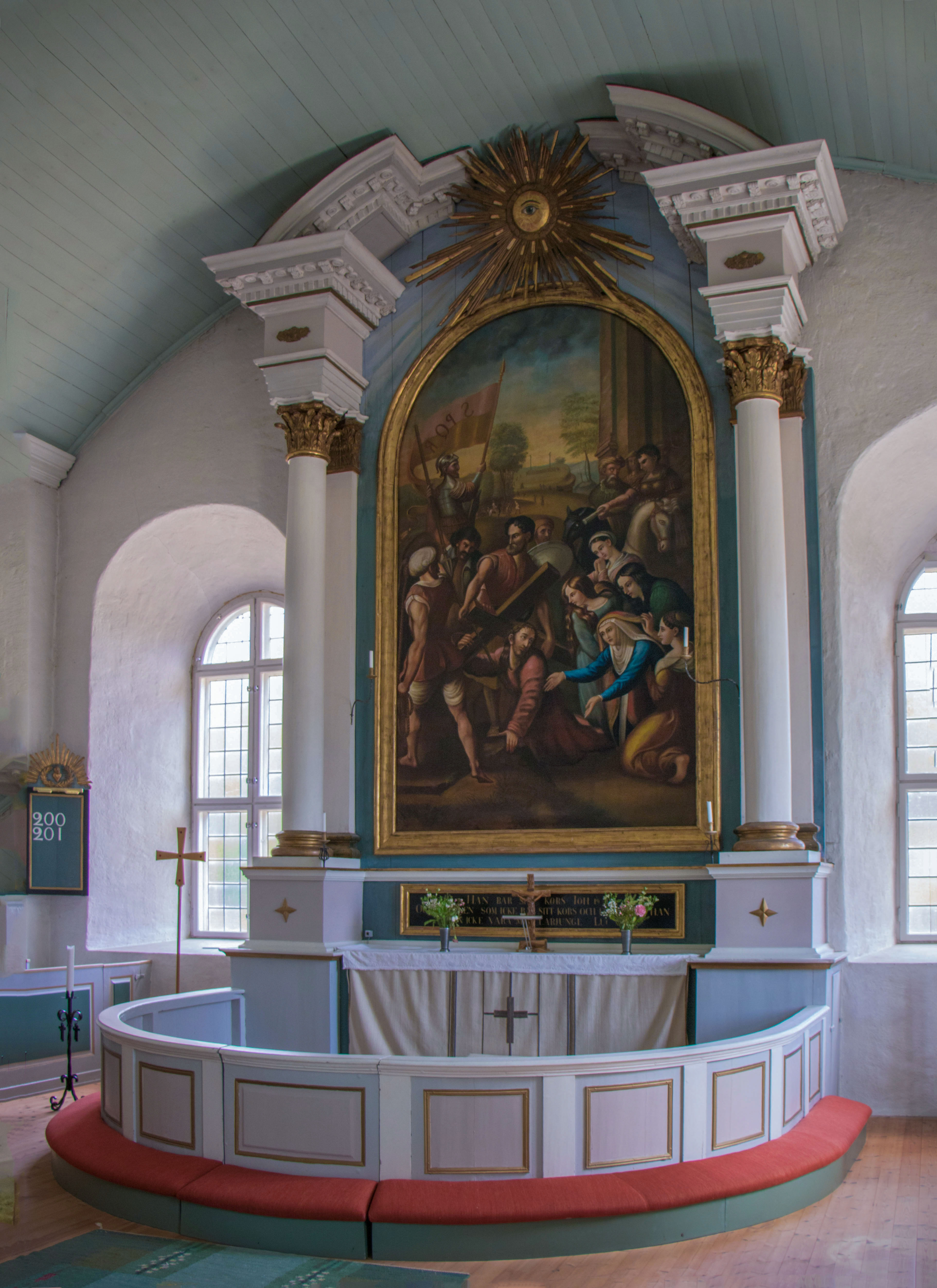
Altaruppställningen och altartavlan:Kristus bär korset
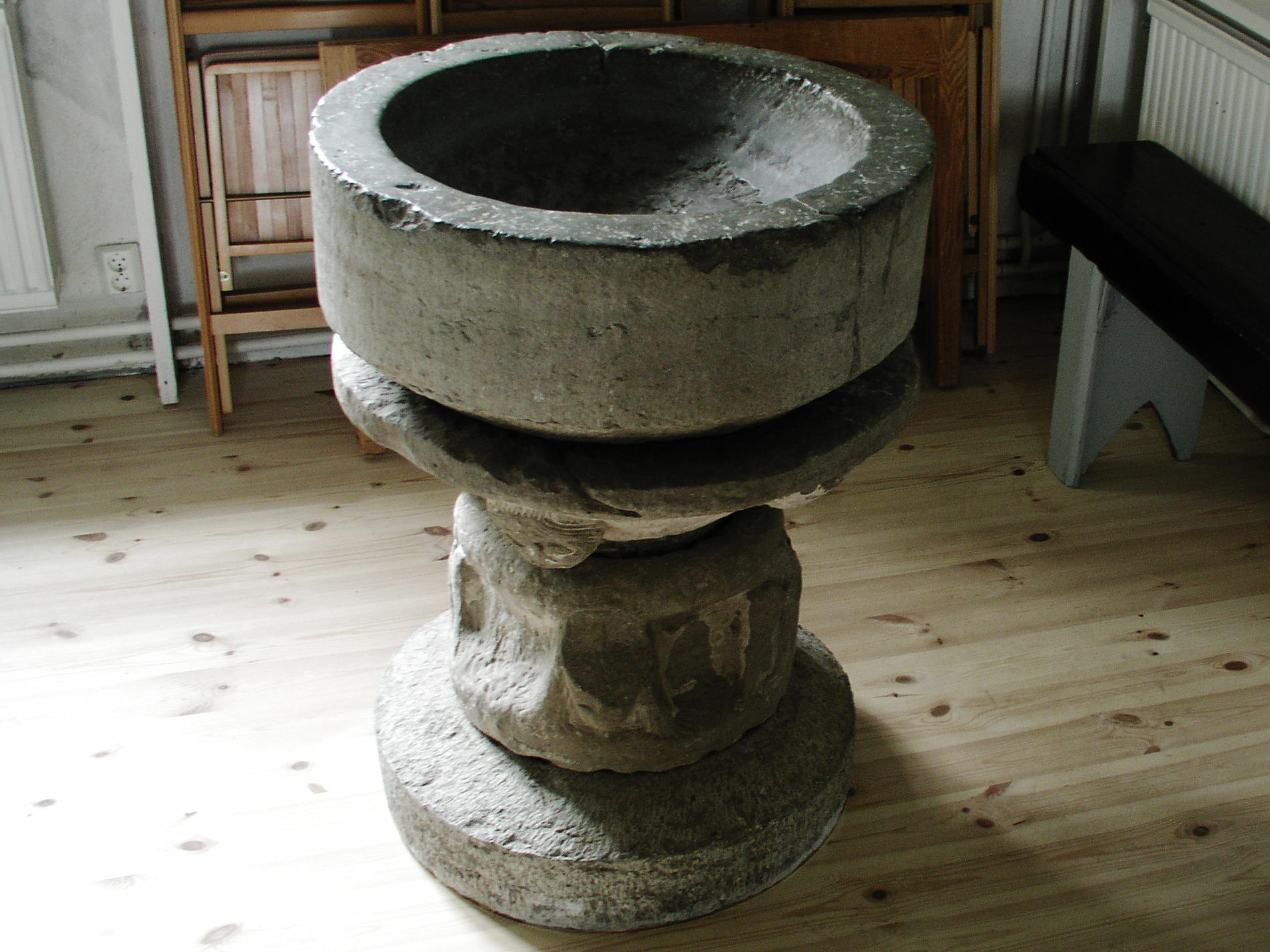
Medeltida dopfunt
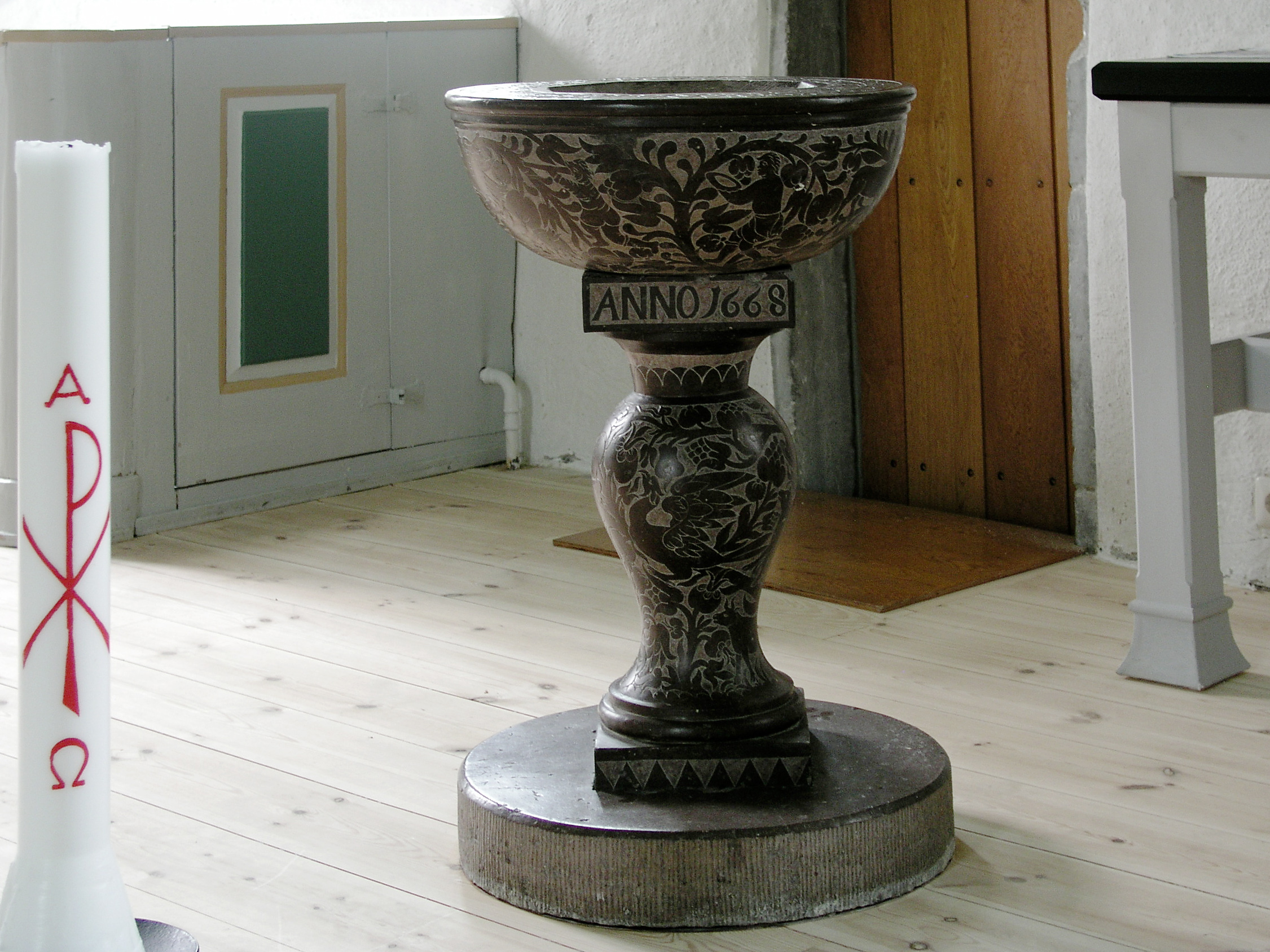
Dopfunt från 1668
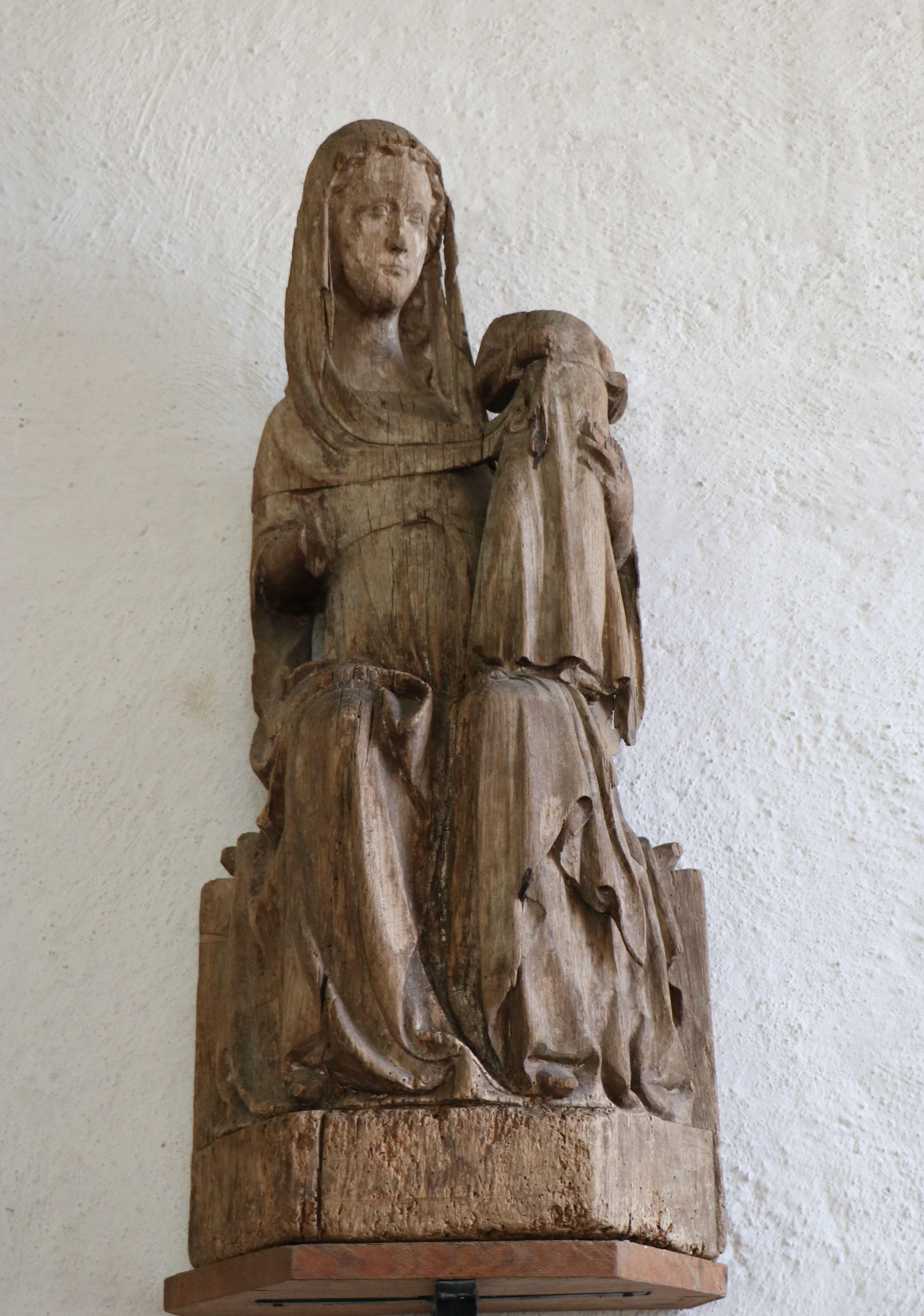
Madonna 1300-talet
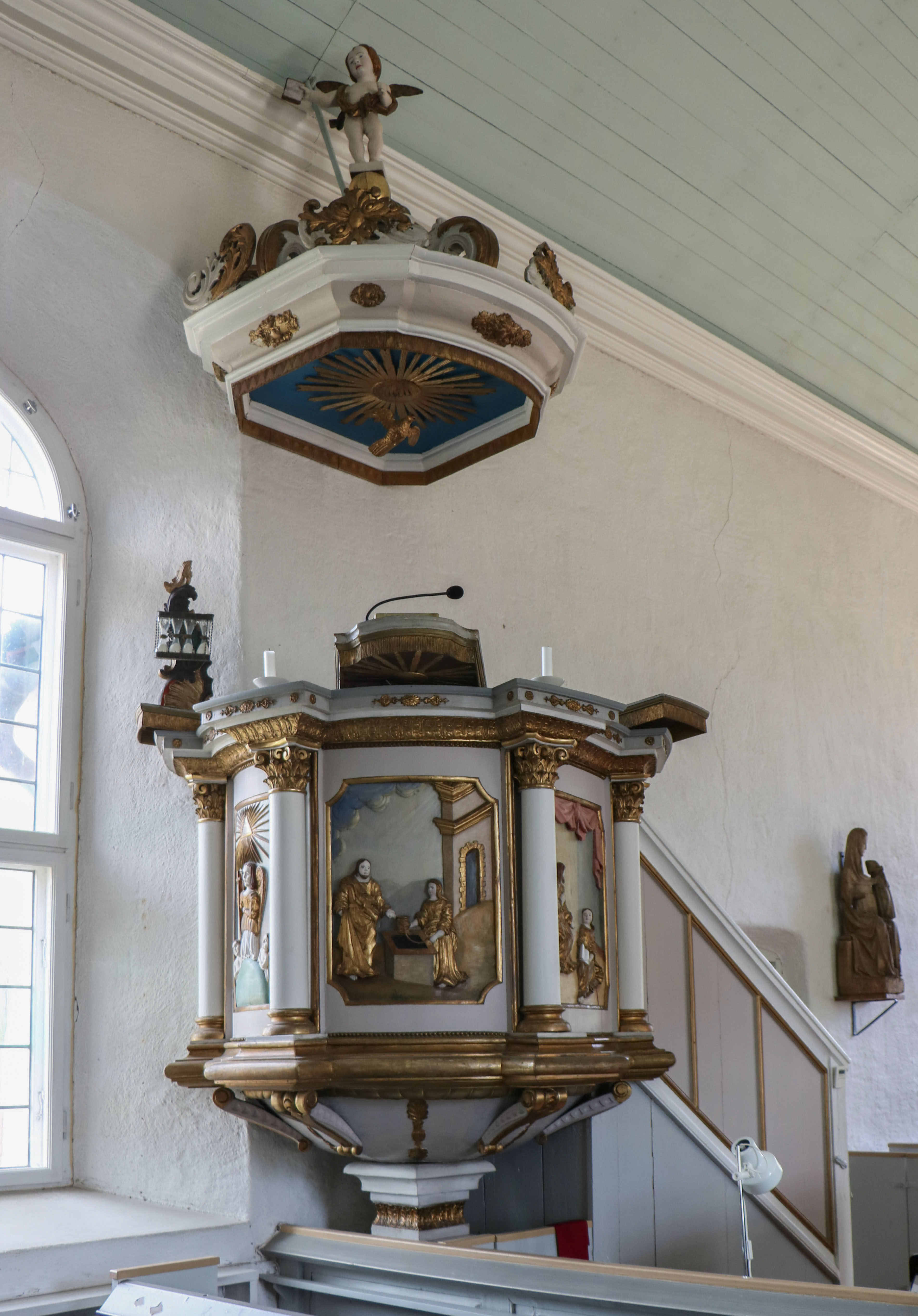
Predikstolen 1763
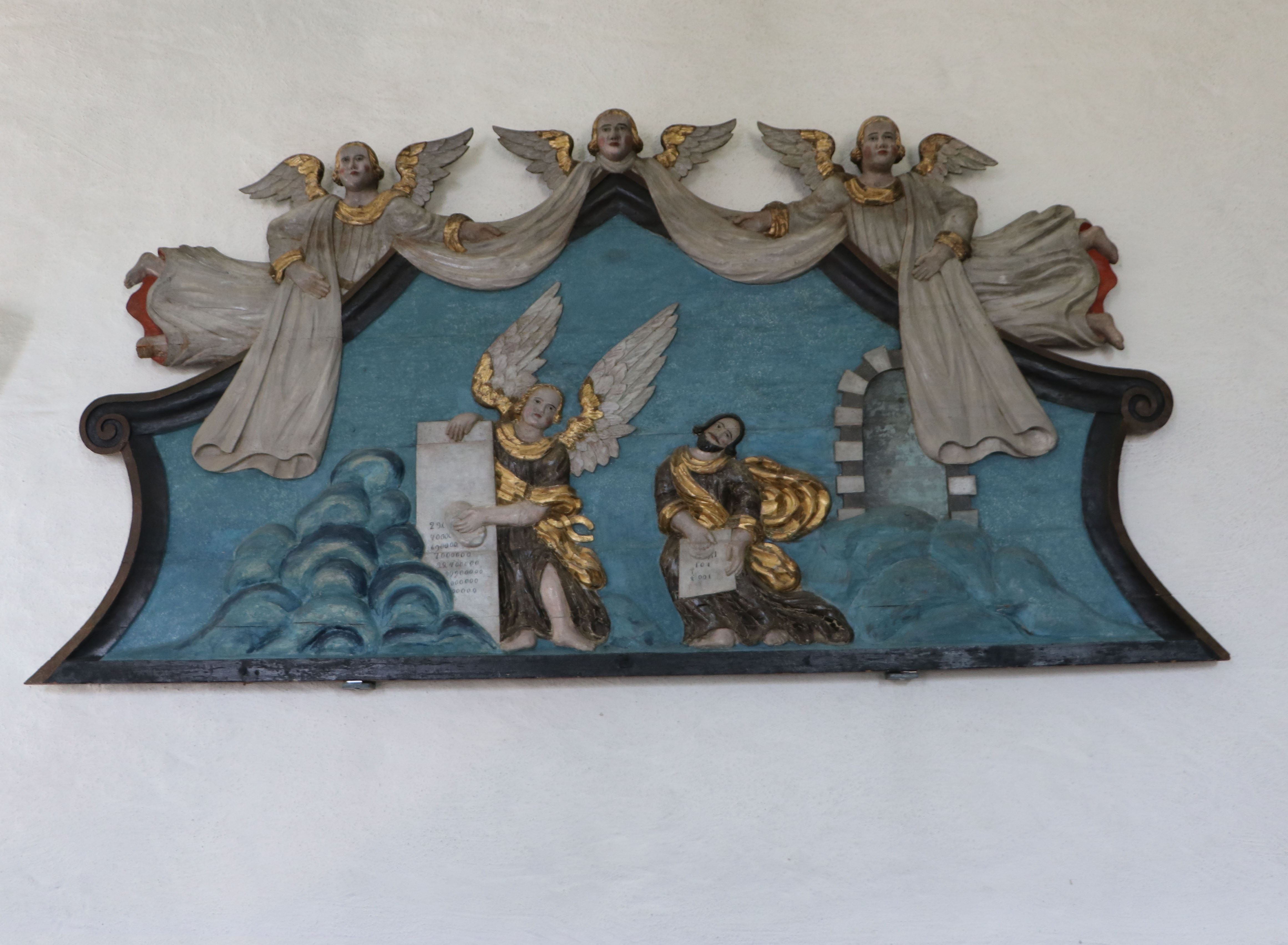
Överdel till en äldre altaruppställning

## Orgel

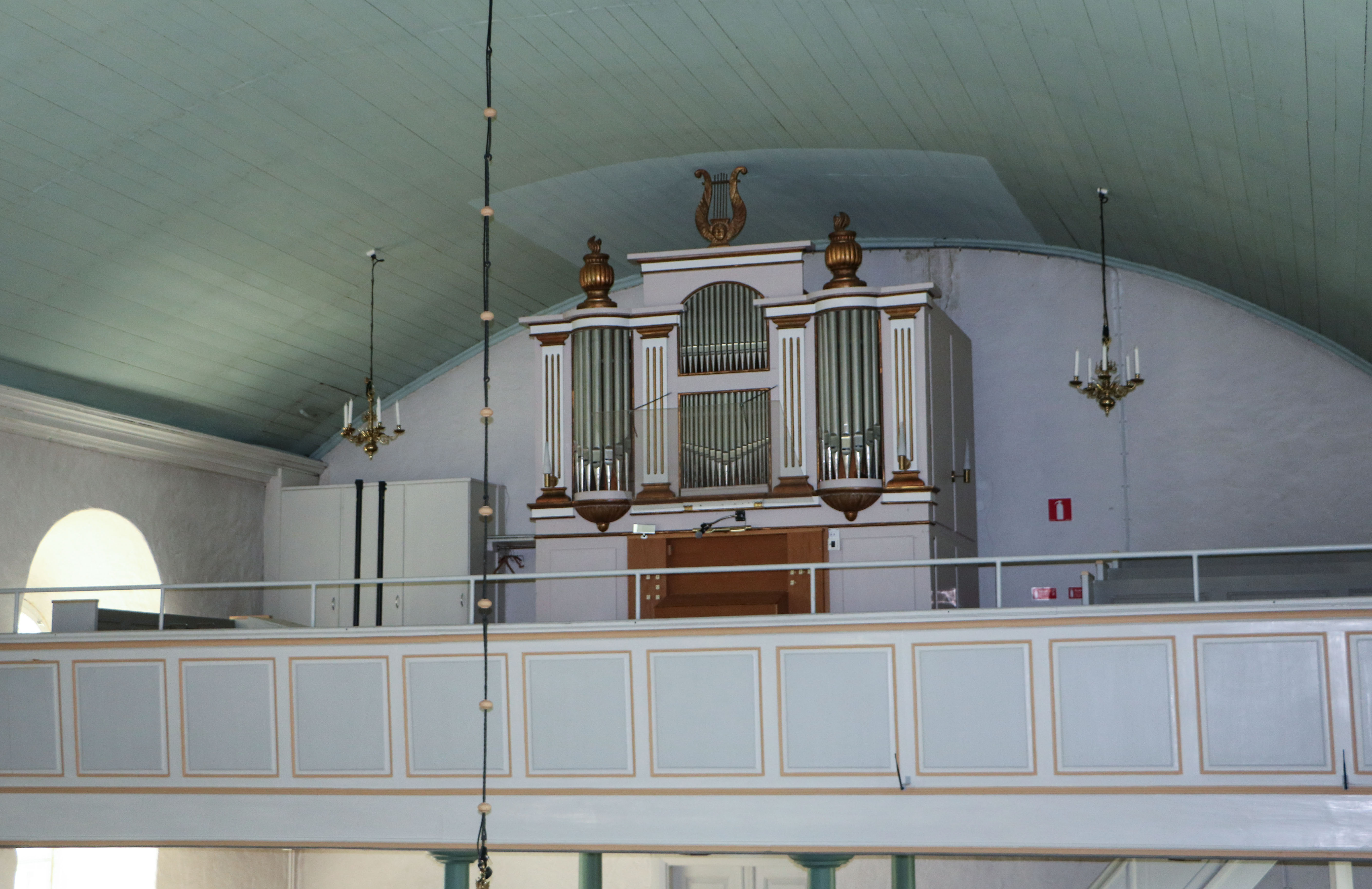
Läktarorgeln med fasad från 1896

- Kyrkans första orgeln inköptes från Fliseryds kyrka och hade åtta stämmor.
- 1896 uppförde firma E. A. Setterquist & Son, Örebro, en orgel med sex stämmor.
- 1970 byggde Mårtenssons orgelfabrik, Lund, ett nytt mekaniskt orgelverk bakom 1896 års fasad.

Nuvarande disposition:
| Huvudverk (I) C-g3 | Svällverk (II) C-g3 | Pedal C-f1  | Koppel |
| Rörflöjt 8′        | Gedackt 8′          | Subbas 16′  | I/P    |
| Principal 4′       | Spetsflöjt 4′       | Koralbas 4′ | II/P   |
| Waldflöjt 2′       | Principal 2′        |             | I/II   |
| Mixtur 3 chor      | Tertian 2 chor      |             |        |